# Douve (fossé)
Pour les articles homonymes, voir douve.

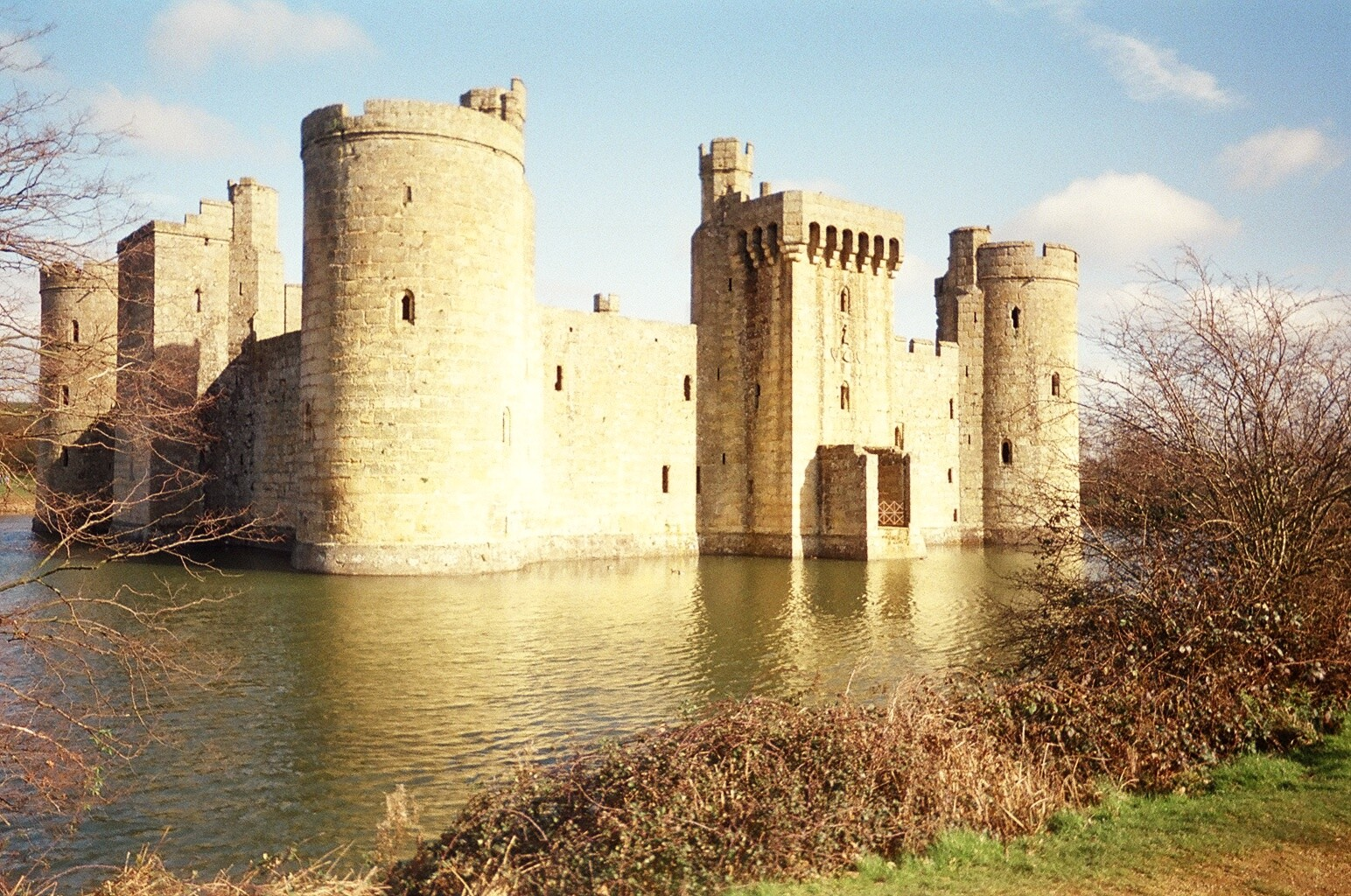
Le château de Bodiam cerné de ses douves.

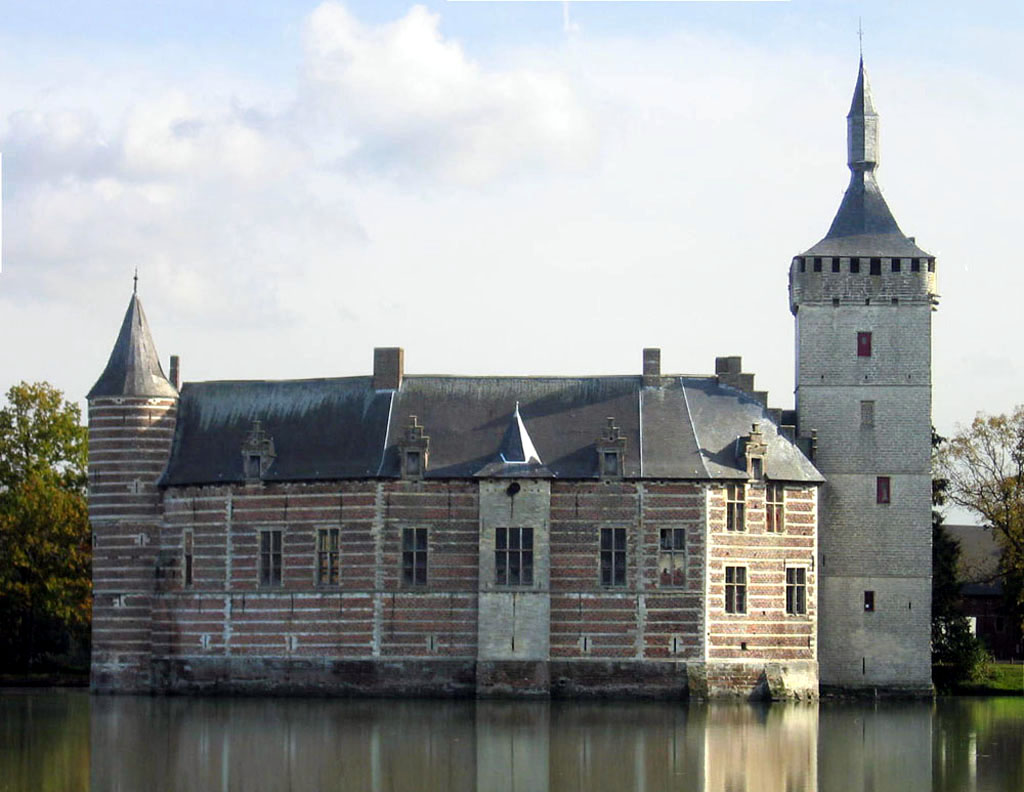
Le château de Horst en Belgique.

Une douve, terme généralement employé au pluriel, est un fossé rempli d’eau et entourant des châteaux, des bâtiments importants ou encore des villes fortifiées.

## Usages historiques
Les douves étaient des fossés larges et profonds remplis d'eau, creusées de manière à constituer un obstacle aux attaques. L'usage des engins de siège, comme les tours, les béliers, qui nécessitent l’accès aux murs d’enceinte, était rendu difficile voire impossible pour des fortifications entourées de douves. Autre avantage, l’eau des douves permettait de contrecarrer les tentatives de sape.
Le remplissage des douves se faisait en détournant les eaux d'un cours d'eau, d’un étang ou d'un lac à proximité. Elles nécessitaient un entretien constant, pour curer les fonds et les débarrasser des branches ou débris qui auraient facilité leur franchissement.
L'accès à l'intérieur de l'enceinte était possible initialement par l’intermédiaire de ponts légers ou démontables, pouvant être sacrifiés en cas d’invasion, et plus tard par des ponts mobiles, comme les ponts-levis.
Dans les zones montagneuses ou escarpées où le stockage de l'eau était difficile, elles étaient remplacées par des fossés à sec. De même, les petits seigneurs qui n'avaient pas les moyens de faire construire des douves maçonnées, se contentaient de fossés secs qui pouvaient être piégés (garnis de pieux entrecroisés, tapissés de pointes de fer camouflées par la végétation).
Le déclin du château fort au XVIIe siècle a entraîné leur assèchement pour raisons sanitaires.

### Europe
En France :

« C'était au seigneur suzerain à régler l'étendue et la largeur des fossés, c'était lui qui dans certains cas exigeait qu'on les comblât. Quant à leur entretien, il était à la charge du seigneur ou à la charge des vassaux par suite de conventions spéciales. »

— (Viollet-le-Duc, Dictionnaire raisonné de l'architecture française du XIe au XVIe siècle)

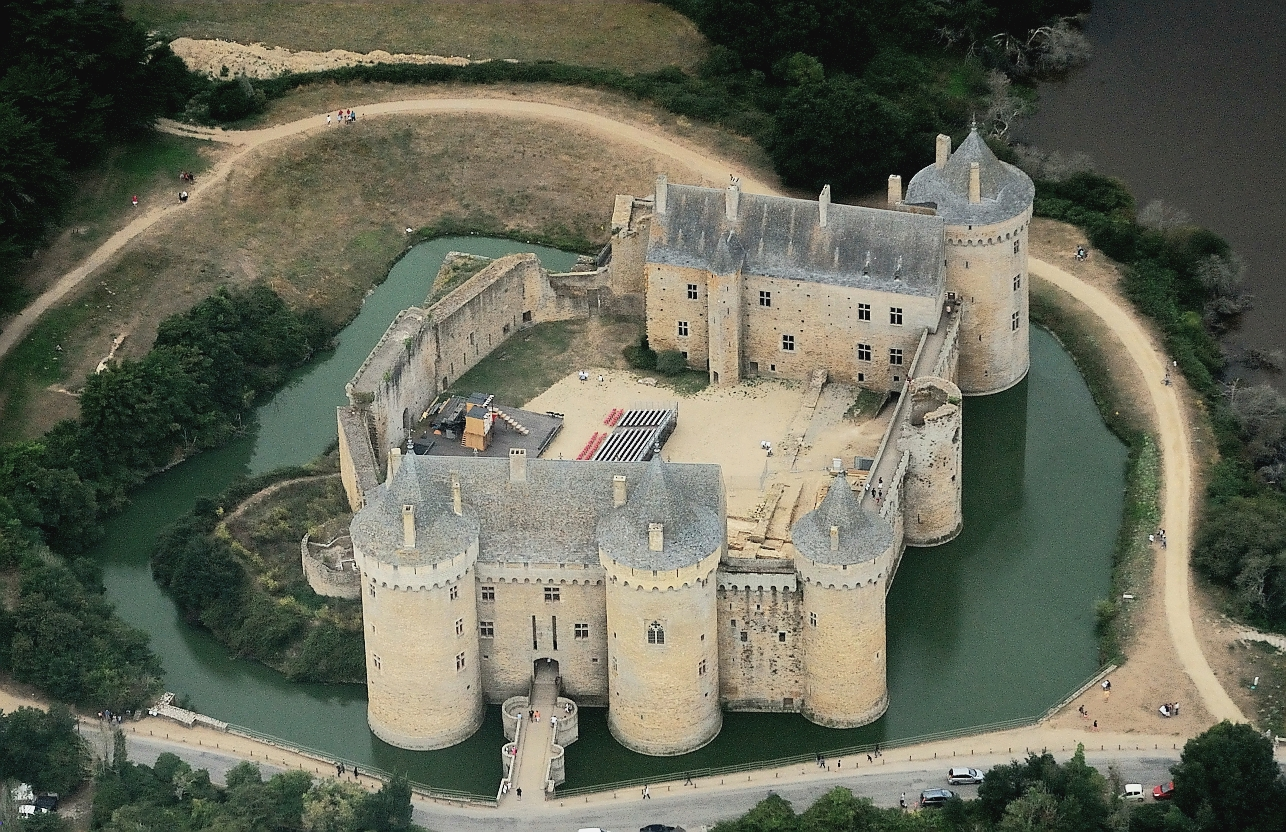
Le château de Suscinio, en Bretagne, est un exemple de château médiéval ayant encore ses douves.

Après la Renaissance, les douves ont continué à être utilisées pour les châteaux dans un but devenu surtout esthétique, comme au château de Chambord ou de Vaux-le-Vicomte.
En Angleterre aux XIVe et XVe siècles, alors que la construction de murailles était soumise à l’autorisation du roi, les douves pouvaient être utilisées librement pour la protection d’un manoir.
Avant le système bastionné apparu au XVIe siècle, certaines  villes fortifiées étaient  entourées d’une douve  continue  à l’extérieur du mur d’enceinte.
En Europe, c'est avec les fortifications bastionnées (tracé à l'italienne) construites entre le XVIe siècle et le XIXe siècle que les douves vont atteindre leur extension maximale et l'apogée de leur complexité et de leur raffinement, raffinement tant technique pour l’efficacité de la défense que pour embellir les villes. Ces douves se déploient le long des fortifications en plans étoilés complexes et ramifiés autour des citadelles et souvent autour des villes entières lorsque la topographie et l'hydrographie le permet. Menno van Coehoorn aux Pays-Bas et Vauban en France, rivaux dans la seconde moitié du XVIIe siècle, en furent les plus grands créateurs. Le système s'est répandu dans toute l'Europe et jusqu'en Amérique du Nord.
Les douves élargies entre le mur d’enceinte et les bastions avancés étaient parfois des canaux de navigation. Ainsi à Lille  le canal de la Moyenne-Deûle  longeait de 1751 à 1881 la partie des fortifications de Vauban au nord de la ville. Par ailleurs, la Haute Deûle pénétrait dans la ville par une porte d’eau donnant accès au port du Wault.
La protection hydraulique de certaines villes fortifiées était complétée par des zones inondables, souvent permises par des digues.
La plupart de ces douves ont aujourd'hui disparu, comblées pour laisser place à l'agrandissement des villes durant l'ère industrielle. Mais dans le nord de la France, Gravelines, Bergues et Le Quesnoy ont conservé une bonne partie de leurs douves remplies d'eau conçues par Vauban. En Belgique, Ypres et Furnes en ont conservé une partie. Aux Pays-Bas, de nombreuses villes ont conservé tout ou partie de leurs douves étoilées, souvent transformées en canaux urbains ou en jardins publics.

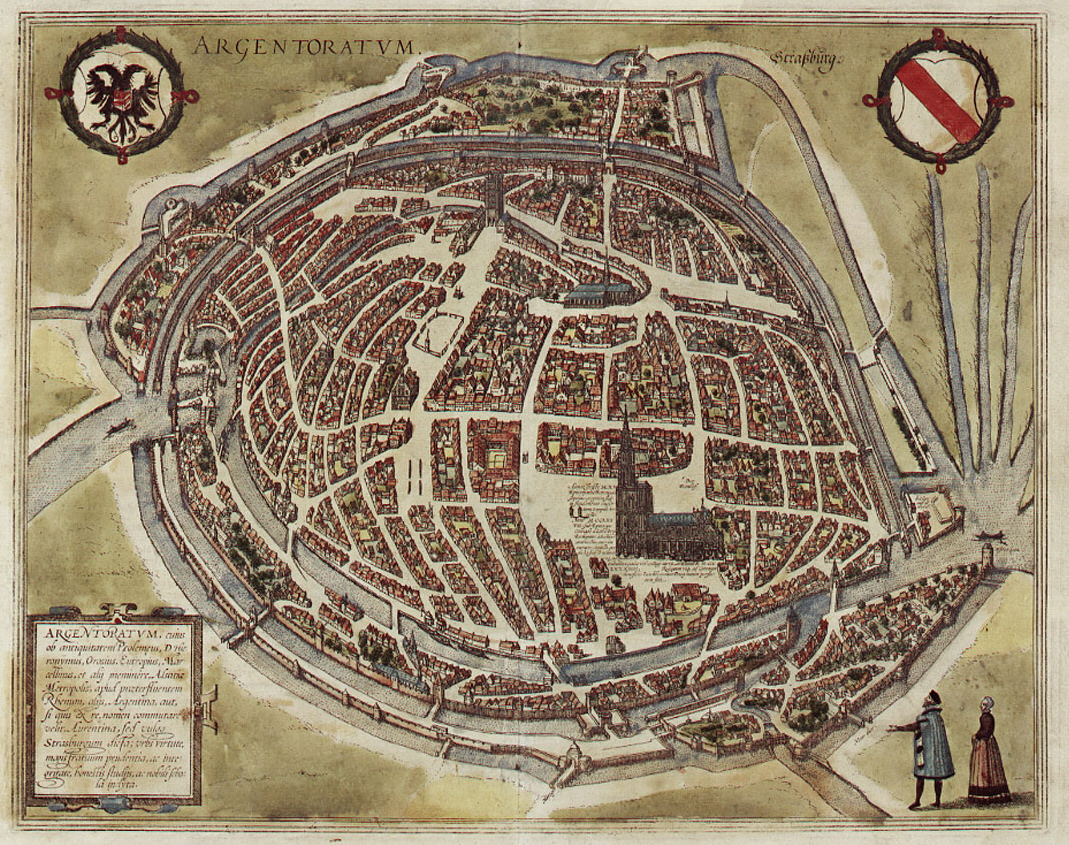
Ville de Strasbourg en 1572 entourée par une douve continue
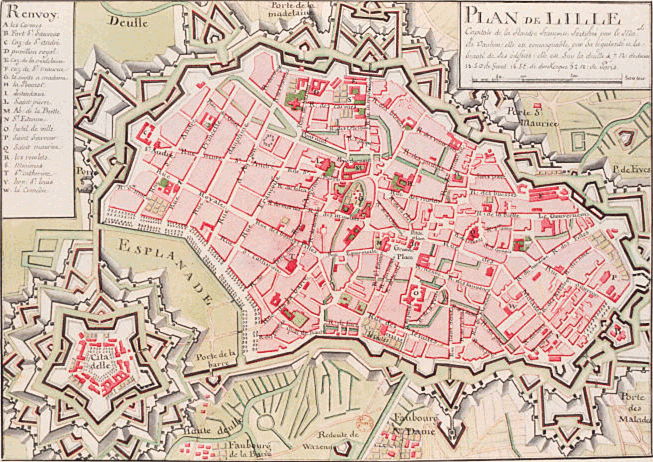
Plan de la ville de Lille avec sa citadelle au XVIIe siècle, entièrement entourées par un réseau ramifié de larges douves en eau. La ceinture d'eau la plus interne faisait 40 m de large.
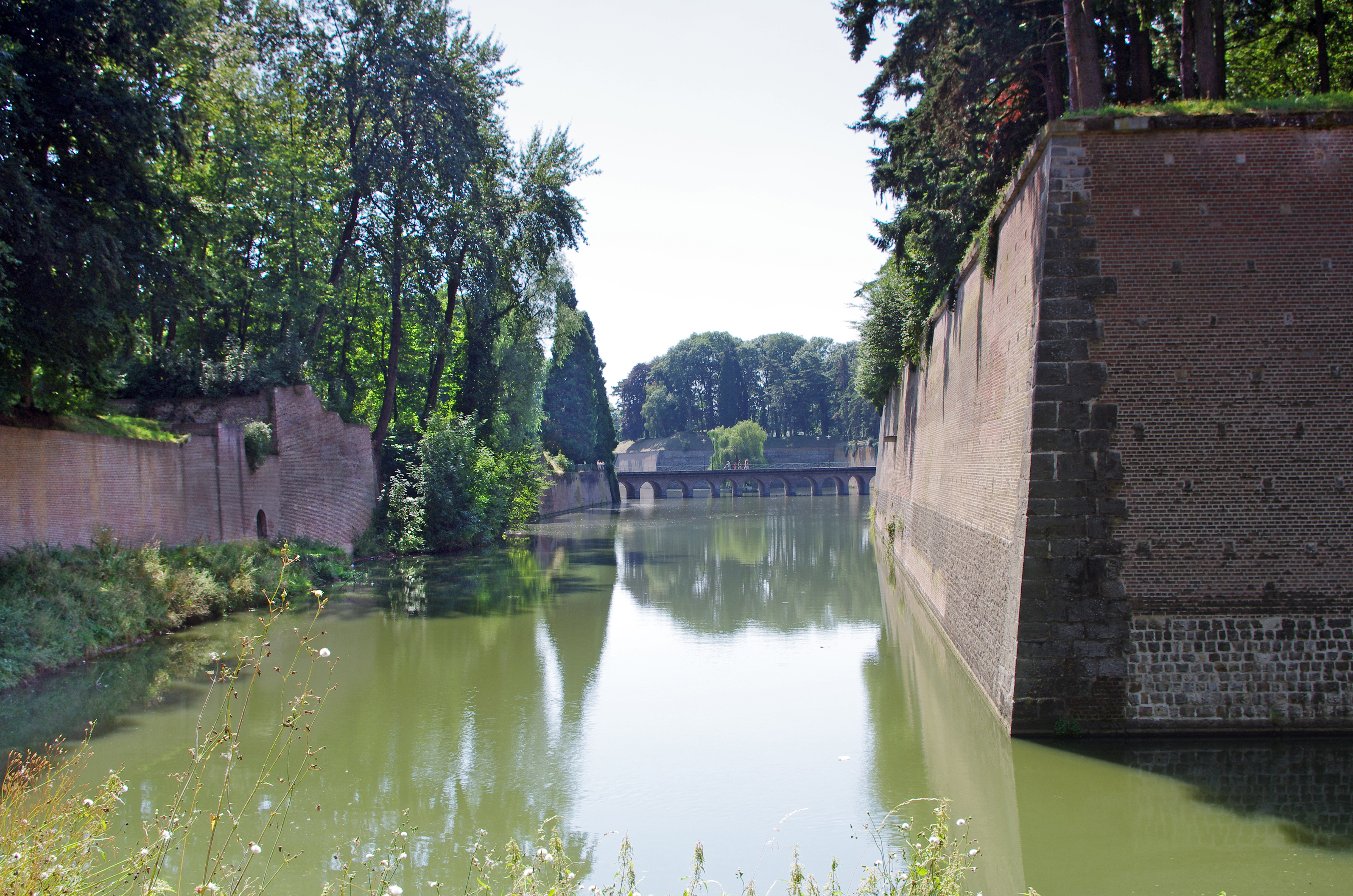
Une partie des douves du Quesnoy (Nord) sont encore en eau.
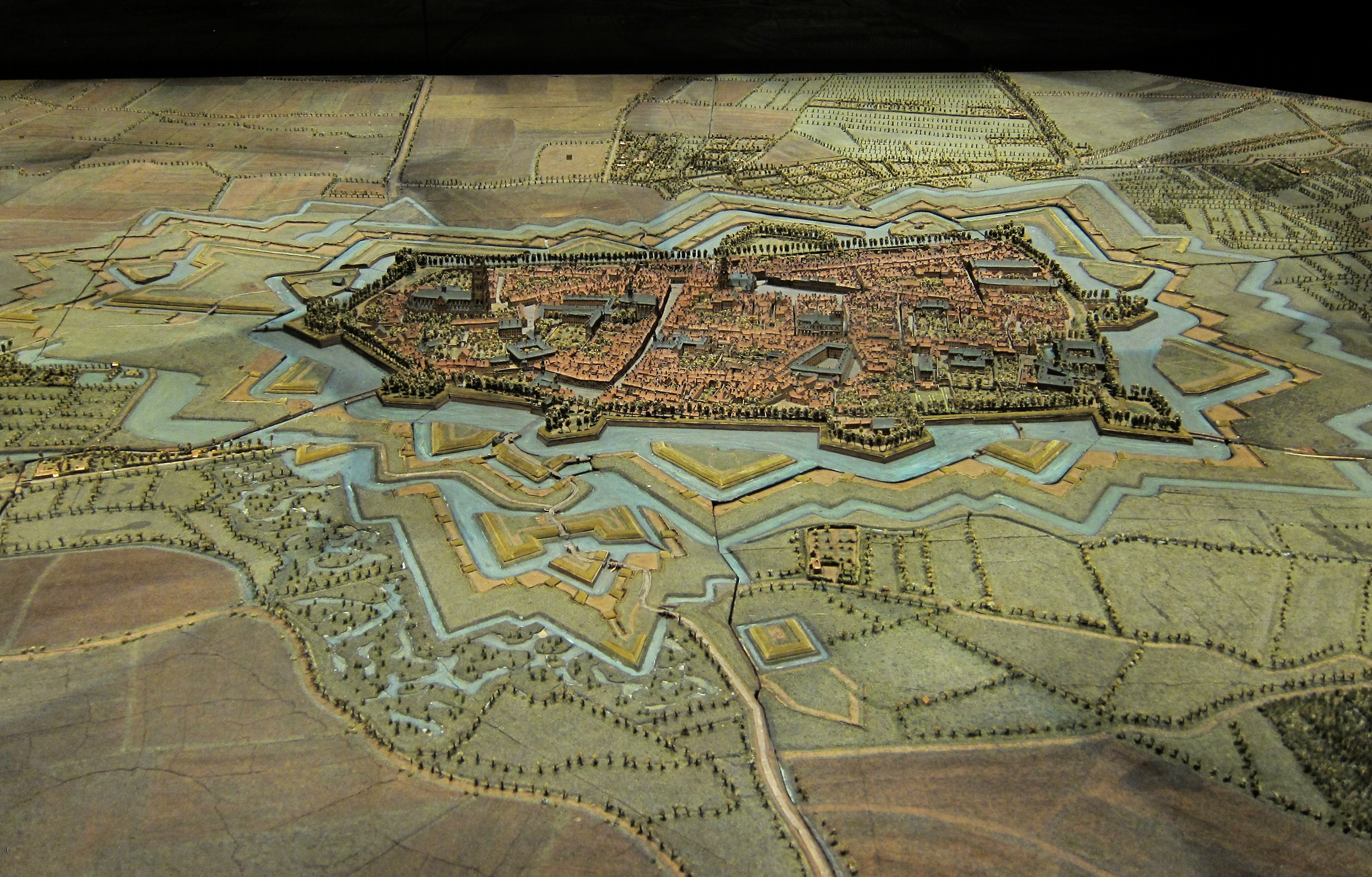
Plan-relief d'Aire-sur-la-Lys (Pas-de-Calais) avec ses fortifications dues à Vauban. Comme souvent, les fortifications et les douves de cette ville ont aujourd'hui disparu.
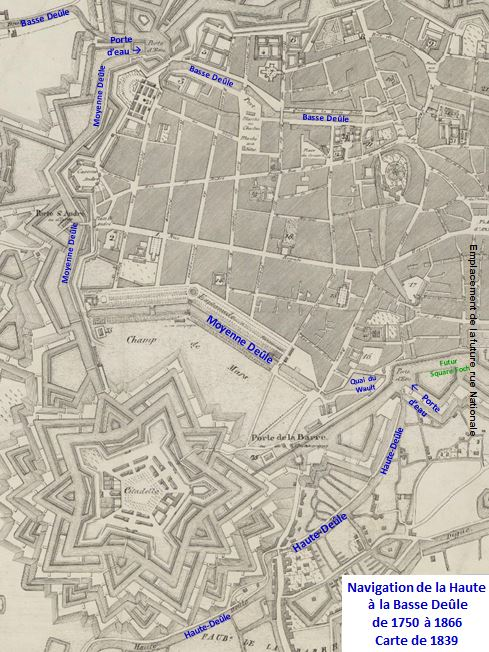
Canal de la Moyenne-Deûle navigable dans les fortifications de Lille
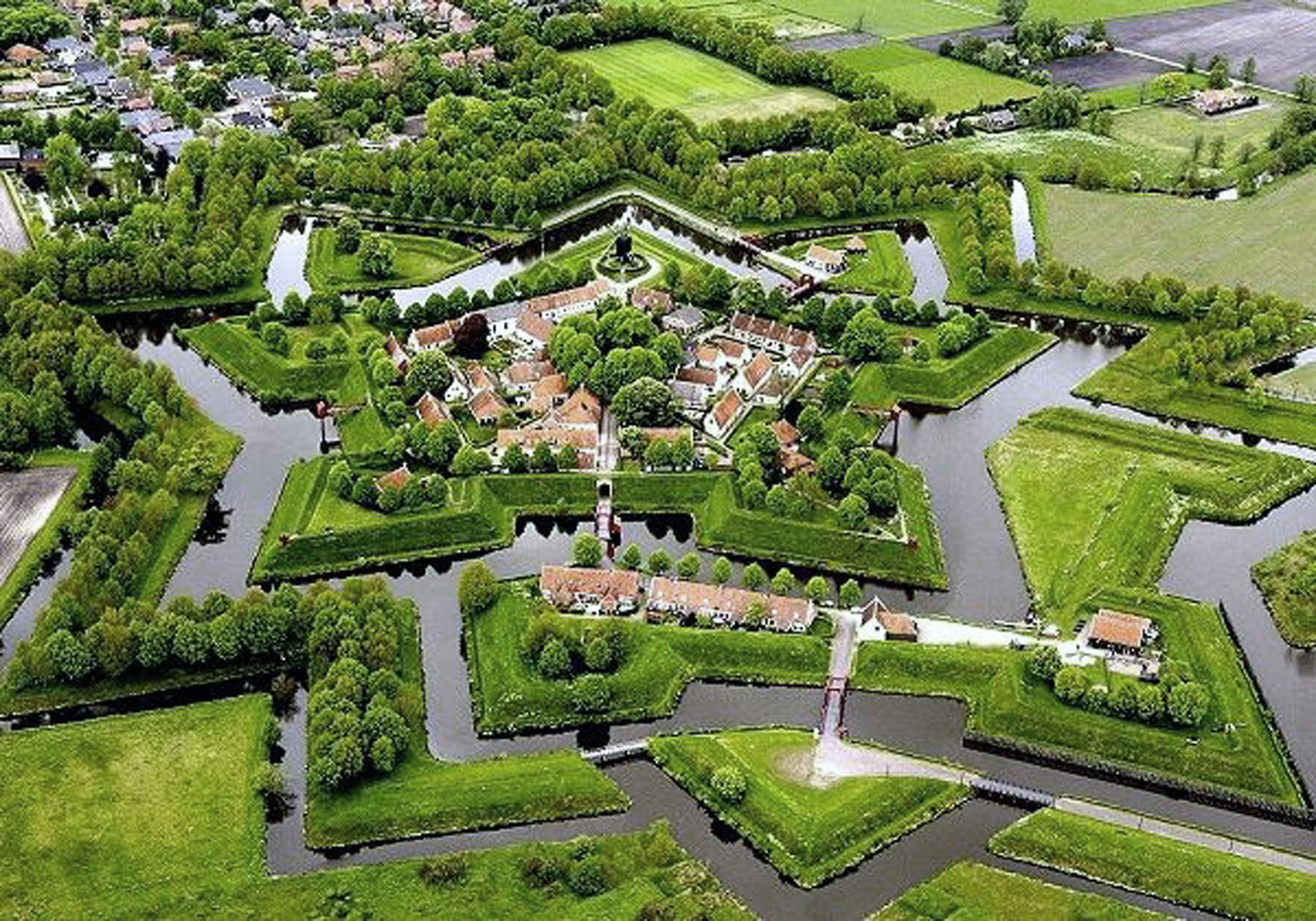
Bourtange, au nord des Pays-Bas, avec des douves restaurées.

### Asie

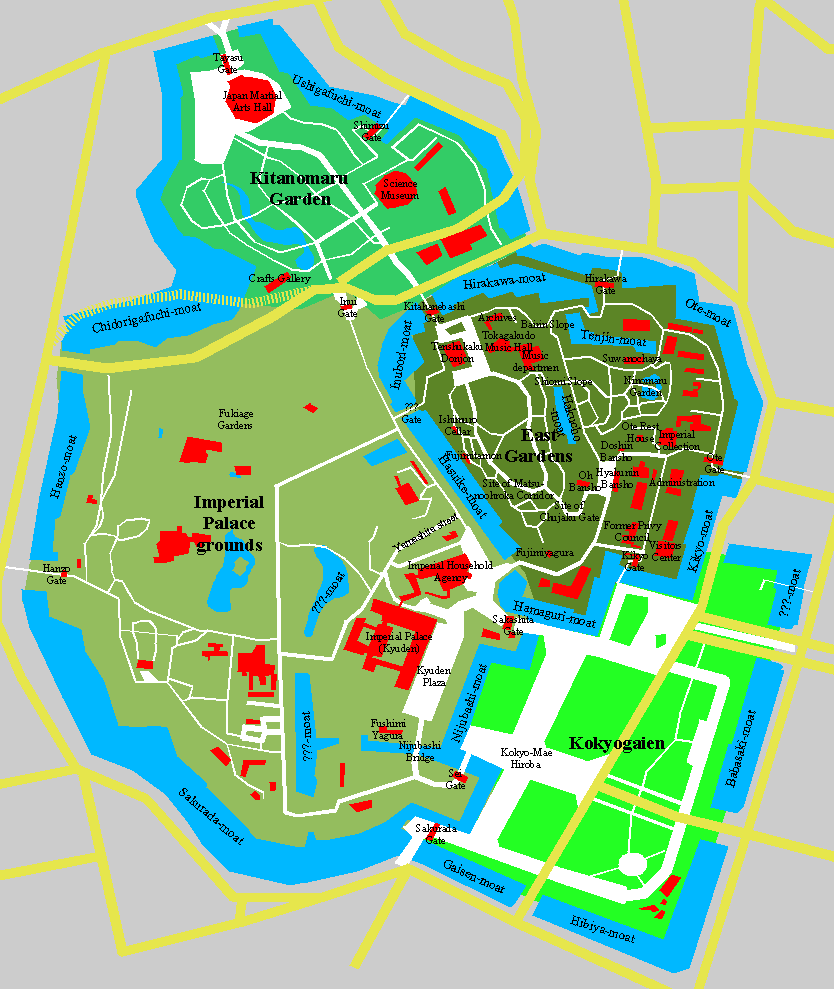
Plan du palais impérial de Tokyo.

Les châteaux du Japon pouvaient avoir des douves très élaborées. Certaines étaient constituées de plusieurs fossés concentriques, circulaires ou selon d'autres motifs. Les douves intérieures protégeaient uniquement le château alors que les douves extérieures englobaient souvent des bâtiments annexes.
Comme les châteaux japonais étaient historiquement le cœur de leurs villes respectives, les douves ont joué un rôle important comme voie navigable dans le paysage urbain. Encore de nos jours, le système de douves du Palais Impérial de Tōkyō abrite des activités de location de barques, de pêche, des restaurants, etc.
La Cité interdite, à Pékin, est entourée de vastes douves, larges de 52 mètres et profondes de 6 mètres, assurant un vaste espace libre autour des murs.
D’autres exemples illustrent le même usage dans l’Asie du sud-est, comme à Chiang Mai en Thaïlande et à Angkor Vat au Cambodge.

### Amérique
Les Amérindiens de la civilisation mississippienne utilisaient des douves comme défenses extérieures de leurs villages fortifiés. Les vestiges d'un fossé du XVIe siècle sont encore visibles au Parkin Archeological State Park dans l’est de l’Arkansas.

## Galerie photo

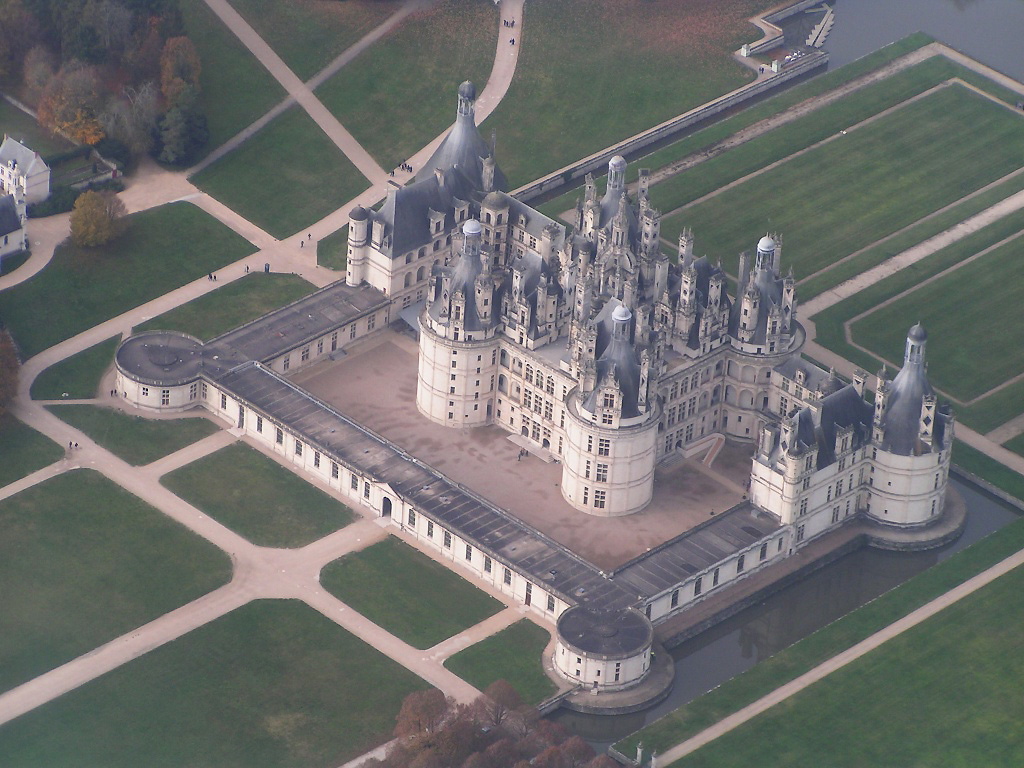
Chambord, entouré d'eau sur deux côtés.
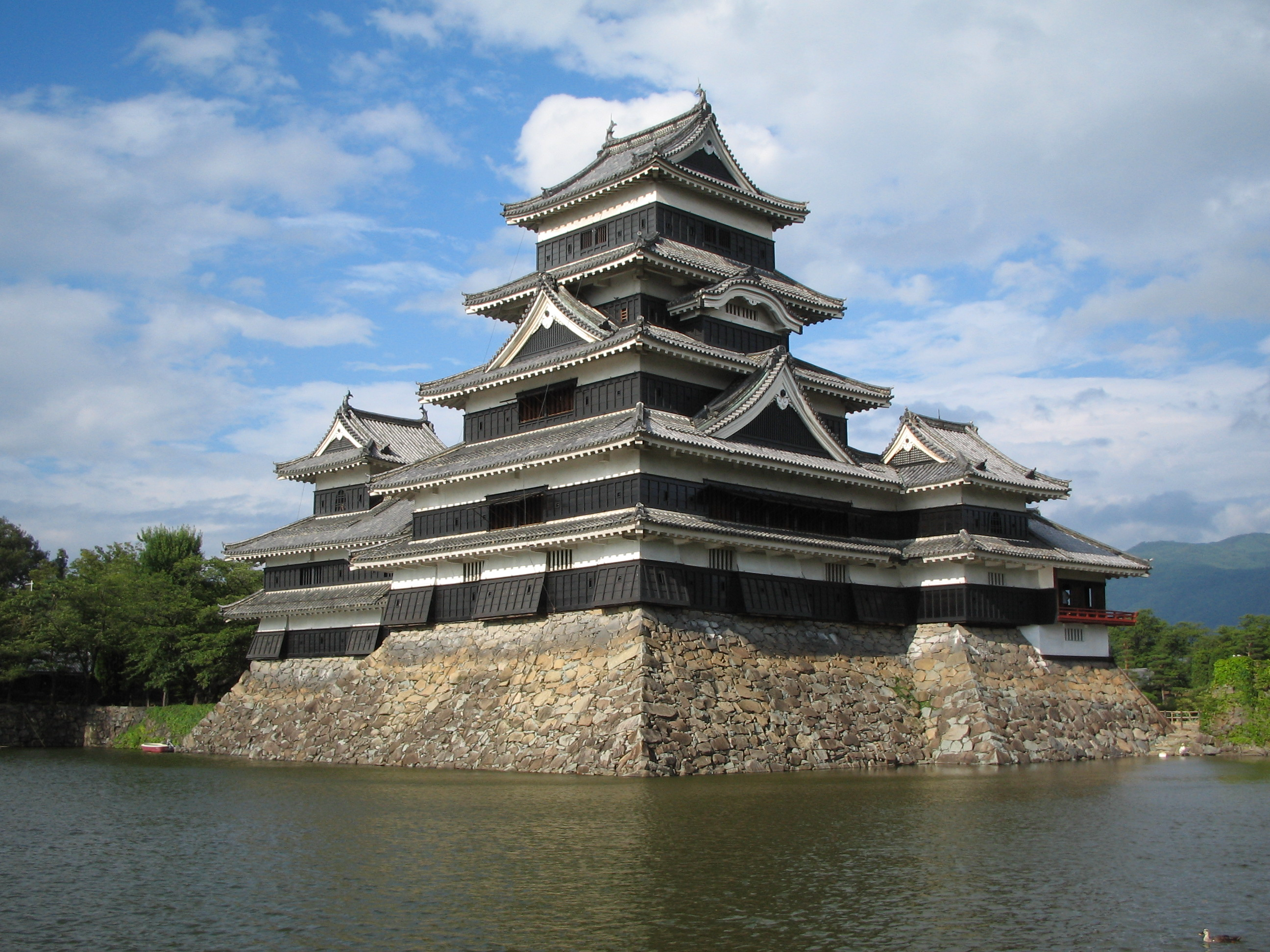
Château de Matsumoto au Japon.
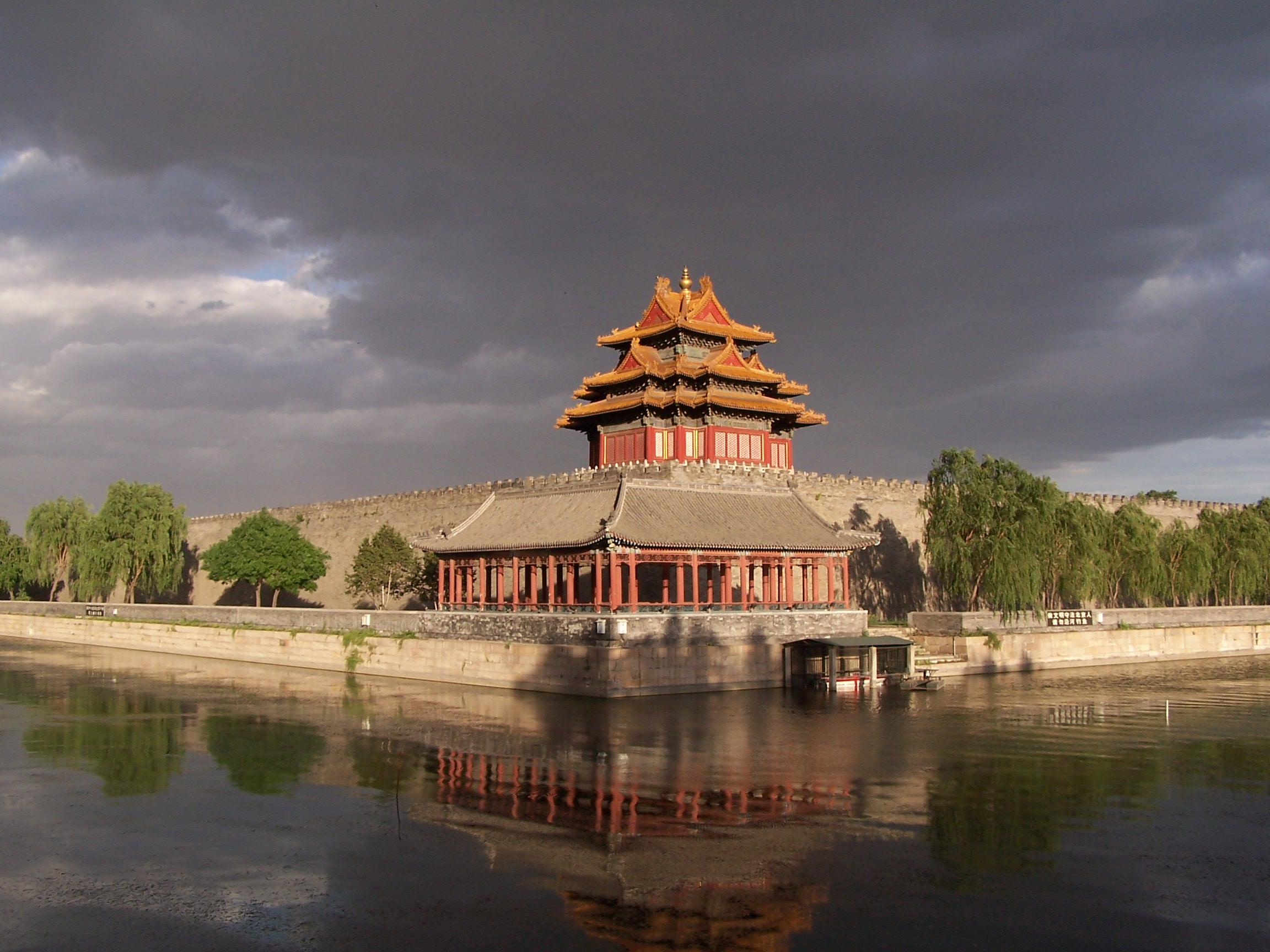
La Cité Interdite : tour d'angle nord-ouest et douves.
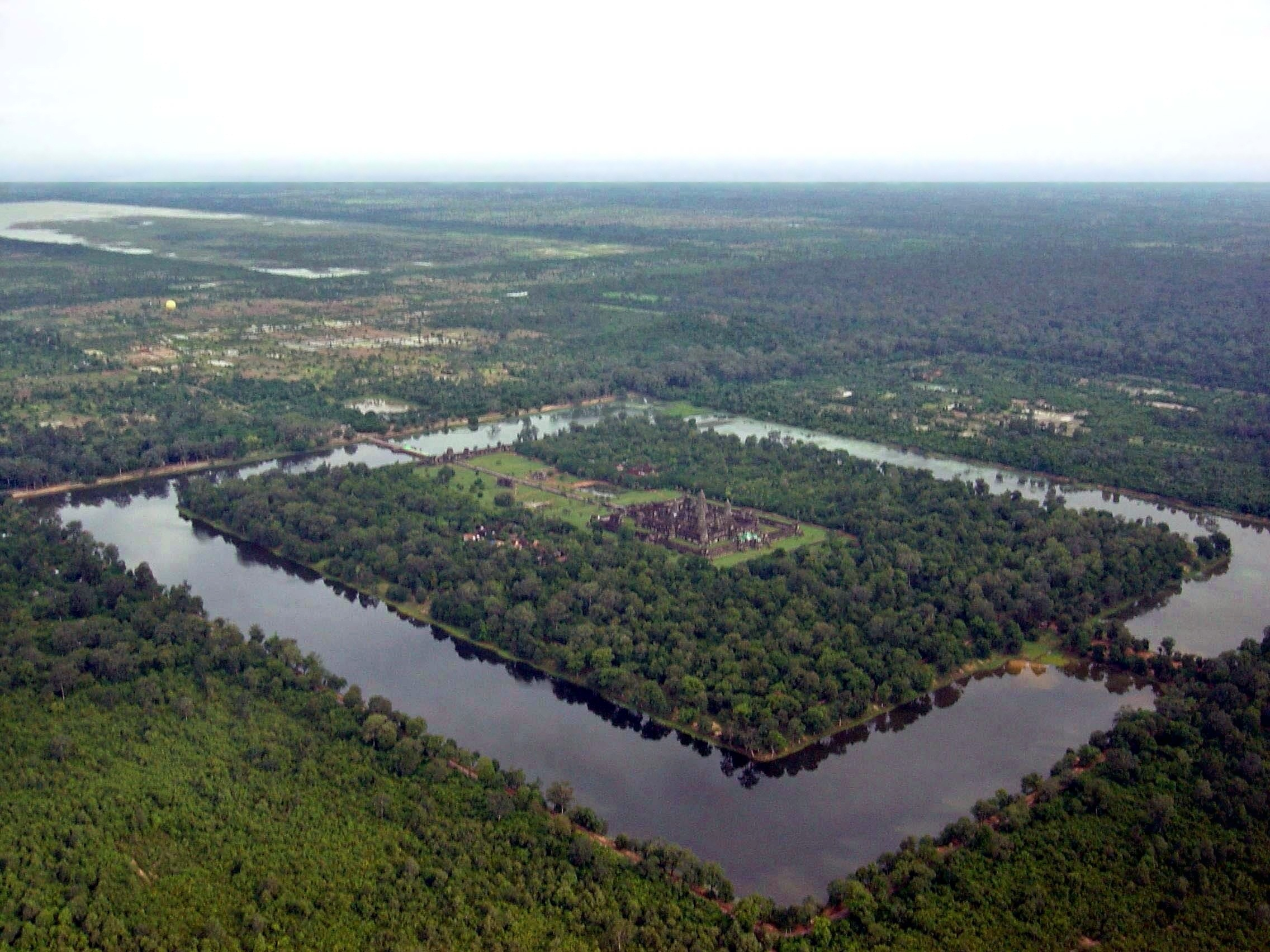
Angkor Vat vu d'hélicoptère.
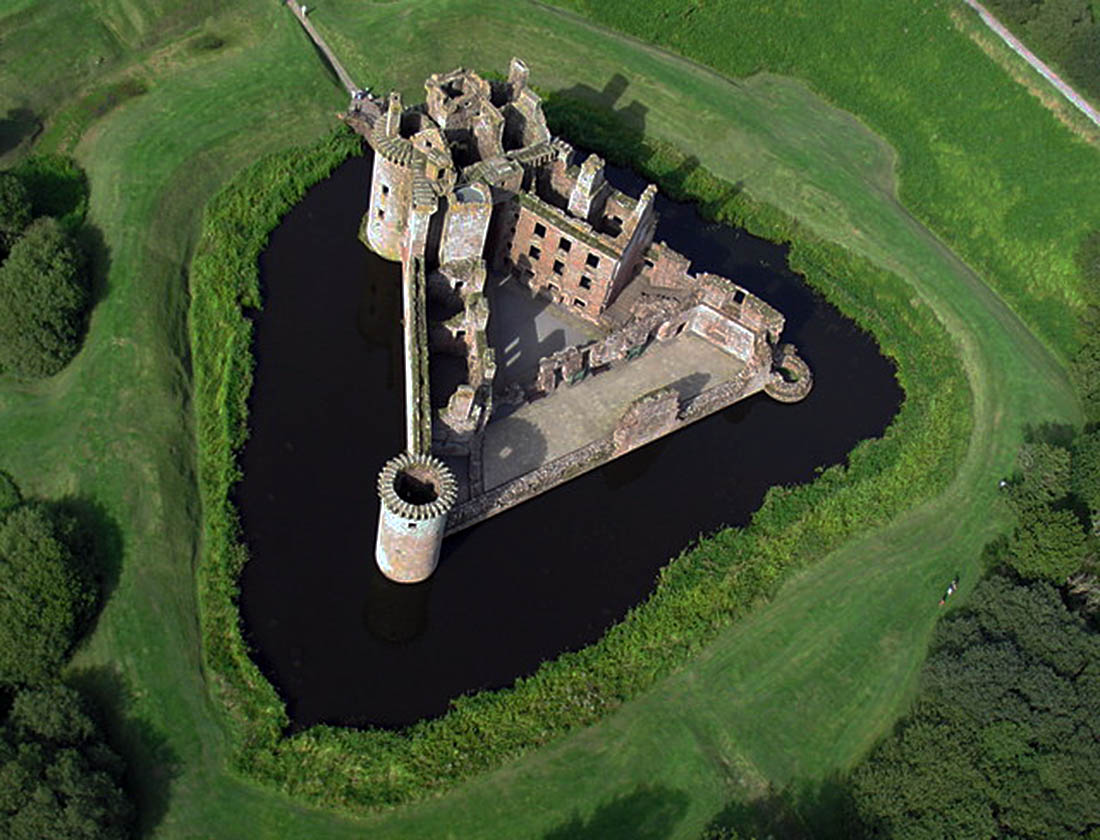
Le château de Caerlaverock en Écosse.
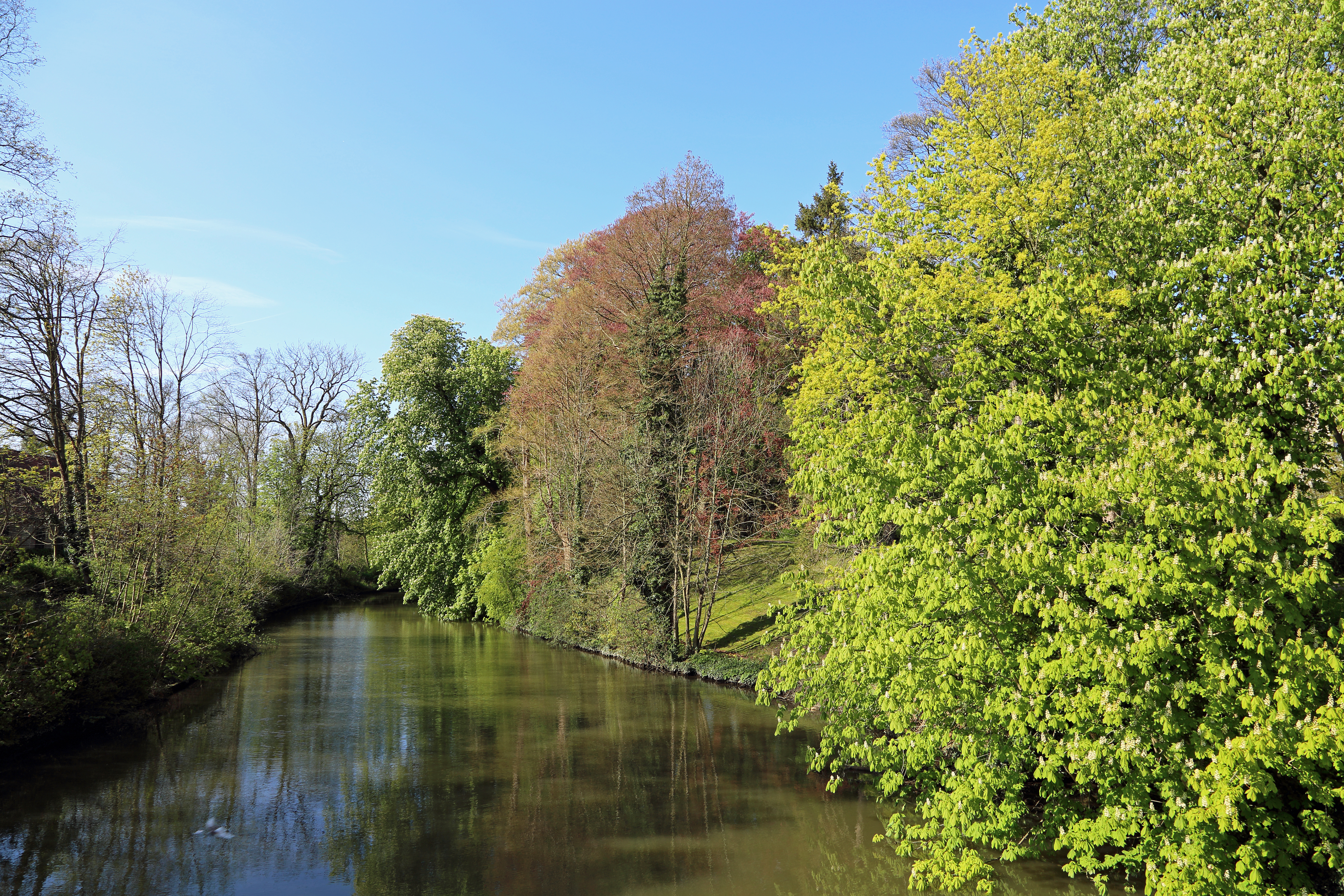
Une partie des vastes douves médiévales qui entourent Bruges (Belgique) sont aujourd'hui des jardins.
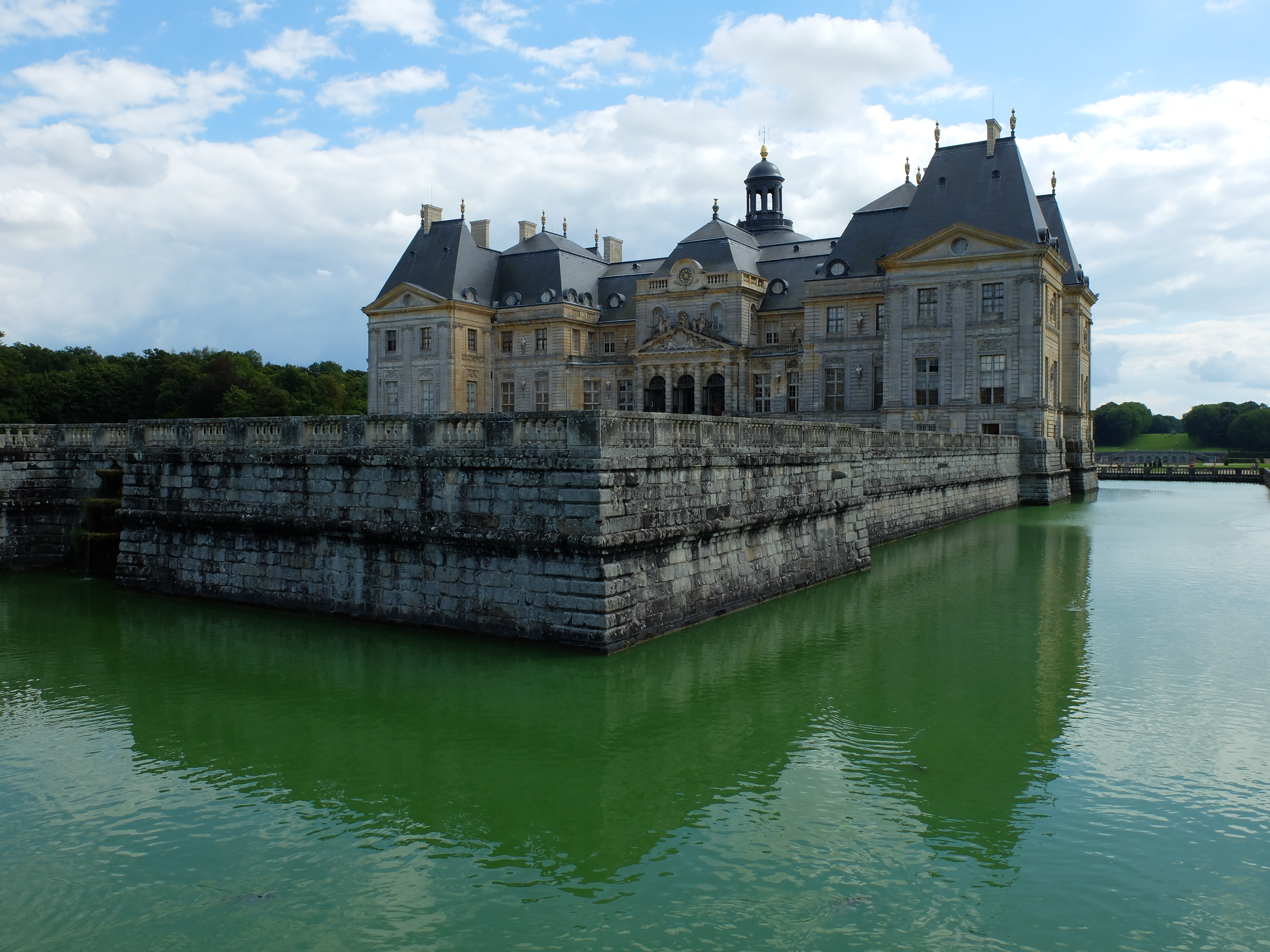
Douves entourant le château de Vaux-le-Vicomte.
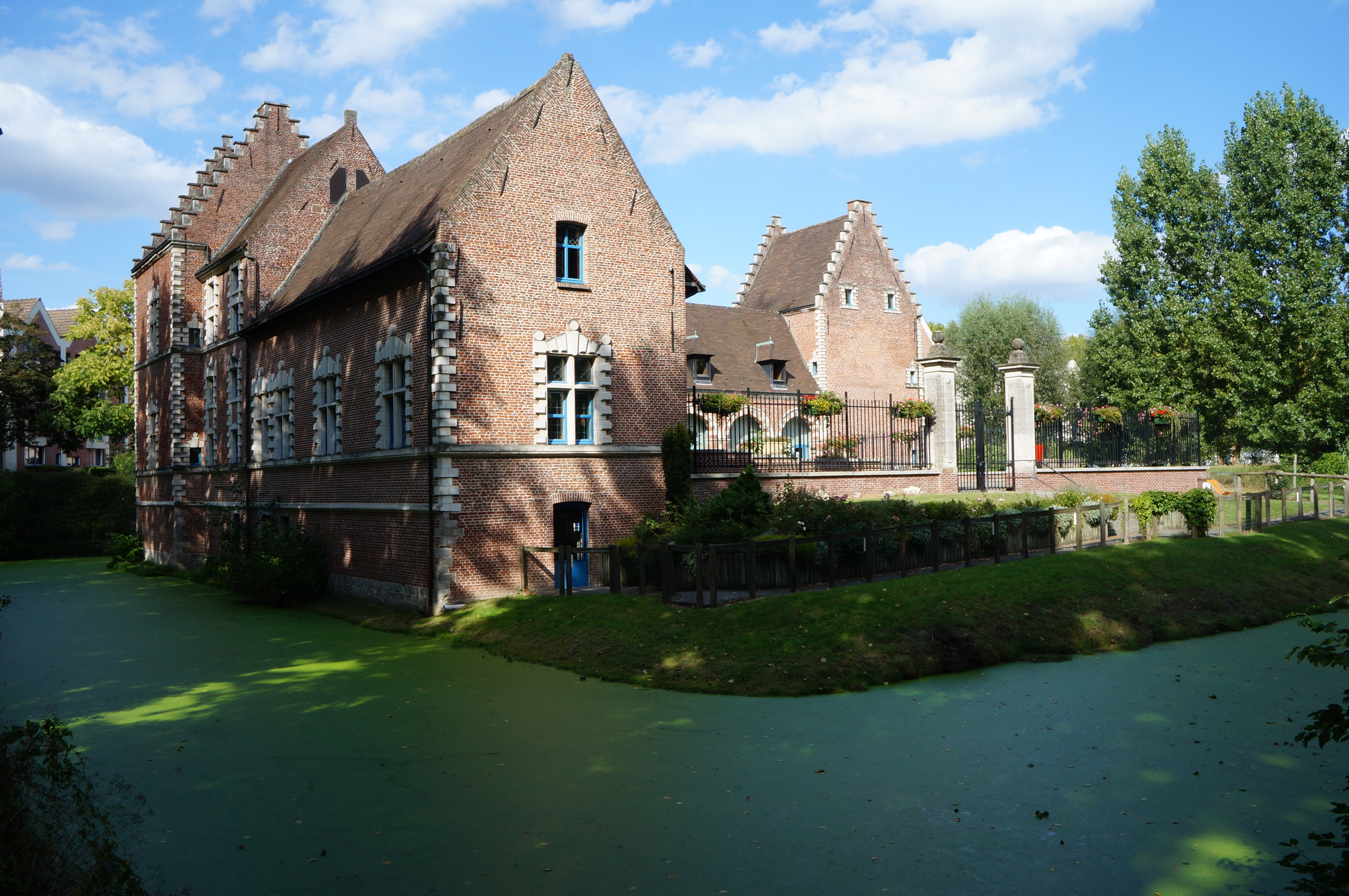
Douves du château de Flers (Villeneuve-d'Ascq).
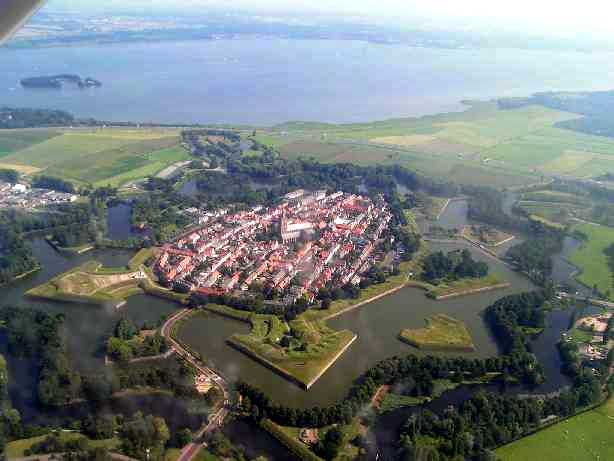
La ville fortifiée de Naarden aux Pays-Bas, bien conservée.

## Usages modernes
L’usage de douves peut sembler caduc vis-à-vis de l’artillerie et de l’aviation actuelle. En revanche, elles sont toujours employées dans des cas particuliers :
- Assez larges et profondes, elles constituent un obstacle efficace contre des véhicules légers.
- À la suite des attentats du 11 septembre 2001, il est envisagé de creuser des douves autour de centrales nucléaires pour les protéger des attaques terroristes.
- Comme usage civil, des douves permettent le confinement des animaux dans les zoos, et pour maintenir un espace entre les animaux sauvages et le public.